# Ígor Boríssov
Ígor Boríssov (rus: Игорь Андреевич Борисов)  (Moscou, 5 d'abril de 1924 - 10 d'octubre de 2003) és un remer rus, ja retirat, que va competir sota bandera soviètica durant les dècades de 1940 i 1950.
El 1952 va prendre part en els Jocs Olímpics d'Estiu de Hèlsinki, on guanyà la medalla de plata en la prova del vuit amb timoner del programa de rem.
En el seu palmarès també destaquen tres medalles d'or al Campionat d'Europa de rem en la prova del vuit amb timoner, el 1953, 1954 i 1955; així com sis campionats soviètics en el vuit amb timoner (1946, 1947, 1949, 1952-1954).